# خوليو لاماس
خوليو لاماس (بالإسبانية: Julio Lamas)‏ مواليد 9 يونيو 1964 في بوينس آيرس، هو مدرب كرة سلة أرجنتيني ولاعب سابق. يدرب نادي سان لورينزو في دوري كرة السلة الوطني الأرجنتيني. حقق المركز الأول في بطولة أمم الأمريكتين لكرة السلة 2011.

## سجل المنافسة
شارك في المنافسات التالية:
- كأس العالم لكرة السلة 2014
- الألعاب الأولمبية الصيفية 2012
- بطولة أمم الأمريكتين لكرة السلة 2013

## الميداليات
| الميدالية | المسابقة                             |
| --------- | ------------------------------------ |
| برونزية   | بطولة أمم الأمريكتين لكرة السلة 1999 |
| ذهبية     | بطولة أمم الأمريكتين لكرة السلة 2011 |
| برونزية   | بطولة أمم الأمريكتين لكرة السلة 2013 |